# Abderraouf Laghrissi
Abderraouf Laghrissi (in arabo عبد الرؤوف الغريسي‎?; Rabat, 1945) è un ex cestista marocchino.

## Carriera
Con il Marocco ha disputato i Giochi olimpici di Città del Messico 1968.